# Goodge Street
Goodge Street è una stazione della metropolitana di Londra situata sulla linea Northern.

## Storia
La stazione è stata aperta il 22 giugno 1907 sotto il nome di Tottenham Court Road; tuttavia il nome cambiò il 3 settembre 1909 quando fu costruita una stazione di interscambio fra la linea Central e la linea Northern, esattamente dove oggi è presente la stazione di Tottenham Court Road. Il nome così cambiò in Goodge Street, dal nome di una strada adiacente alla stazione.

## Strutture e impianti
La stazione è una delle poche della metropolitana di Londra che utilizza ancora ascensori anziché scale mobili per condurre i passeggeri in superficie. È presente, se qualcuno decidesse di non utilizzare gli ascensori, anche una scalinata. Questa scalinata è precisamente una scala a chiocciola, molto ripida e costituita da 136 gradini.
Goodge Street è compresa all'interno della Travelcard Zone 1.

## Galleria d'immagini

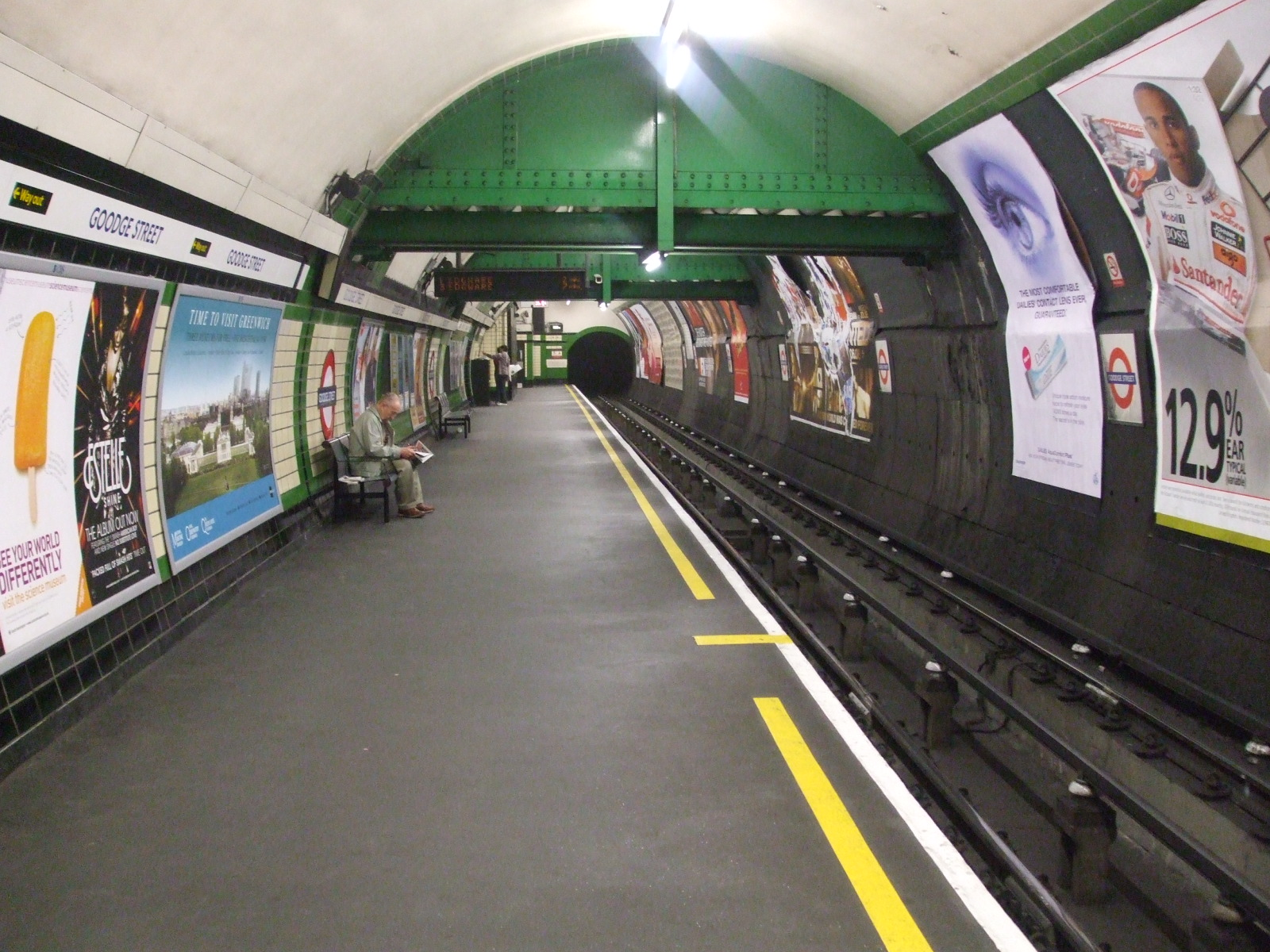
La piattaforma settentrionale vista da nord.
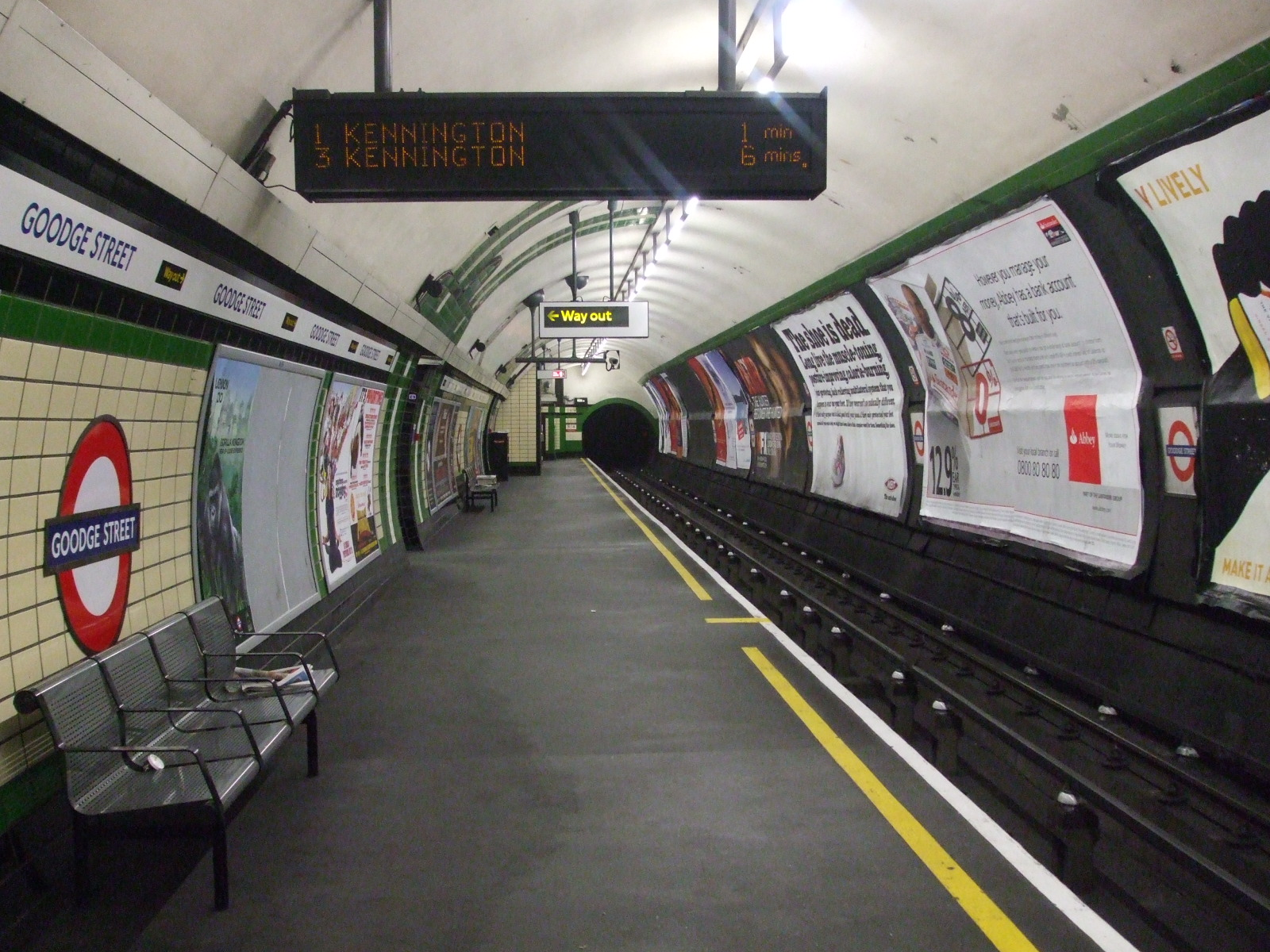
La piattaforma meridionale vista da sud.
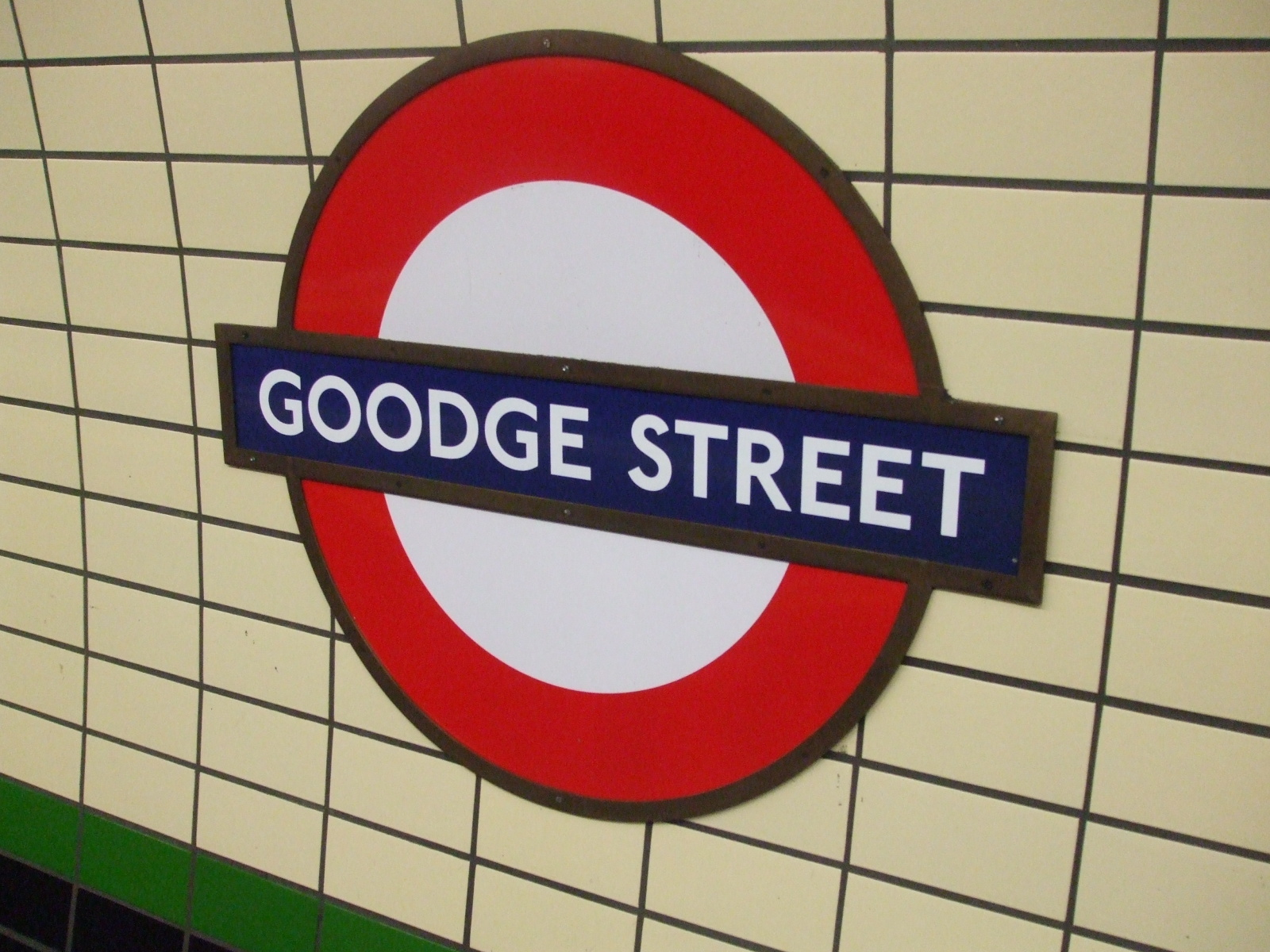
Un segnale sulla piattaforma settentrionale.